# O Judeu Internacional
O Judeu Internacional (em inglês:  The International Jew) é um livro  do empresário americano Henry Ford publicado pela primeira vez em 1920, que teve grande influência na expansão mundial do antissemitismo e em particular, na formação da ideologia nazista.

## Origem, conteúdo e difusão
O livro foi publicado em 1920, sob o título completo de The International Jew: The World's Problem (O Judeu Internacional: o problema do mundo), por The Dearborn Independent, um jornal antissemita dirigido pelo secretário privado de Henry Ford, Ernest G. Liebold. O jornal havia publicado e difundido amplamente nos Estados Unidos, também, Os Protocolos dos Sábios de Sião.
O Judeu Internacional é um livro extenso publicado em quatro volumes, traduzido em seis idiomas, entre eles o alemão. 
Aparentemente, Ford não escreveu o livro pessoalmente. As denúncias por difamação e os julgamentos por parte da comunidade judia obrigaram-no a encerrar The Independent em 1927.
Ford foi condecorado pela Alemanha Nazista, recebendo a Grande Cruz da Águia Alemã, a maior condecoração que um estrangeiro podia receber. 
Depois da entrada dos Estados Unidos na Segunda Guerra Mundial, em 1942, Ford tentou deter a distribuição do livro, no entanto, continua a ser divulgado até hoje entre antissemitas. 